# Bandera de La Rioja (regata)
La Bandera de La Rioja es una competición de remo, de la especialidad de traineras que tiene lugar en el embalse de El Rasillo (La Rioja).

## Historia
La Bandera de La Rioja es la única competición anual de traineras que tiene lugar en agua dulce en vez de en la mar, lo que conlleva dos dificultades añadidas: una, la falta de oleaje, y la segunda el hecho de que la nula salinidad del agua haga que las traineras se hundan más que en la mar.
La regata se disputó por primera vez en 1997, siendo vencedor Zumaya. Sin embargo es Astillero la trainera que más veces se ha hecho con el trapo, en cinco ocasiones. En 2008 sufrió un parón y no se disputó.
Las regatas se desarrollaron por el sistema de tandas en línea en un campo de regatas con la línea de las balizas de salida y meta situada frente al Club Náutico El Rasillo y disponiendo las calles con orientación sudeste dirección hacia la presa, en cuyas cercanías se colocó la otra línea de boyas. Se bogaron cuatro largos y tres ciabogas lo que totalizó un recorrido de 3 millas náuticas que equivalen a 5556 metros.
A partir del año 2012, y como consecuencia del programa de reducción de costes del Gobierno de la Comunidad Autónoma de La Rioja, esta prueba dejó de celebrarse.

## Historial
| Edición | Año  | Ganador      | Segundo             | Tercero             |
| ------- | ---- | ------------ | ------------------- | ------------------- |
| I       | 1997 | Zumaya       | Camargo             | Pasajes de San Juan |
| II      | 1998 | Arcote       | Isuntza             | Santiagotarrak      |
| III     | 1999 | Astillero    | Pasajes de San Juan | Castro              |
| IV      | 2000 | Astillero    | Castro              | Zumaya              |
| V       | 2001 | Tirán        | Castro              | Astillero           |
| VI      | 2002 | Castro       | Astillero           | Pasajes de San Juan |
| VII     | 2003 | Pedreña      | Castro              | Astillero           |
| VIII    | 2004 | Astillero    | Arcote              | Castro              |
| IX      | 2005 | Astillero    | Castro              | Arcote              |
| X       | 2006 | Pedreña      | Castro              | Arcote              |
| XI      | 2007 | Guetaria     | Pasajes de San Juan | Kaiku               |
|         | 2008 | no disputada | no disputada        | no disputada        |
| XII     | 2009 | Astillero    | Pasajes de San Juan | Camargo             |
| XIII    | 2010 | Ciérvana     | Camargo             | Isuntza             |
| XIV     | 2011 | Portugalete  | Ciérvana            | Santurce            |

## Palmarés
| Victorias | Club        | Años                         |
| --------- | ----------- | ---------------------------- |
| 5         | Astillero   | 1999, 2000, 2004, 2005, 2009 |
| 2         | Pedreña     | 2003, 2006                   |
| 1         | Zumaya      | 1997                         |
| 1         | Arcote      | 1998                         |
| 1         | Tirán       | 2001                         |
| 1         | Castro      | 2002                         |
| 1         | Pedreña     | 2006                         |
| 1         | Guetaria    | 2007                         |
| 1         | Ciérvana    | 2010                         |
| 1         | Portugalete | 2011                         |